# 宋炳奎
宋炳奎（？—17世紀），號二酉，山西平陽府洪洞縣人，明末清初政治人物。

## 生平
宋炳奎是嘉靖十九年舉人宋溱的曾孫，在崇禎三年（1630年）考中庚午科山西鄉試第三十五名舉人，十年（1637年）成進士，吏部觀政，十二年獲授戶部陕西司主事，遷官本部員外郎、郎中，管理西三倉。十四年（1641年）時外任東昌知府，次年用砲擊斃入侵的清朝副將加勒阿金。
崇禎十七年（1644年），李自成入京師後，宋炳奎留任，為東昌府尹。不久清兵入關攻城，宋炳奎和推官劉有瀾投降，得起為山東按察司濟寧道副使，兼任布政司右參議督糧道，其後改任陝西苑馬寺卿，再轉為陝西布政司參議。

## 家族
曾祖宋溱，庚子舉人，山东沂州知州；祖宋良士；父宋圣瑞。

## 引用
1. 1 2  錢海岳《南明史·卷三十五·列傳第十一》：（弘光）時山東疆吏：……宋炳奎，洪洞人。崇禎十年進士。東昌知府。十五年，扼險拒守，礮斃副將加勒阿金，清兵遁。十七年，清兵再至，與推官劉有瀾降。
2. ↑  民國《洪洞縣志·卷四·選舉表上》：崇禎：宋炳奎 庚午科（舉人），見進士
3. ↑  《崇祯十年丁丑科进士三代履历》：宋炳奎，曾祖溱，山东沂州知州庚子；祖良士；父圣瑞。二酉，春秋，癸卯八月二十九日生，洪洞县人，庚午三十五名，会二百十一名，三甲一百三十二名，吏部观政，己卯授户部陜西司主事，改雲南司，管西三仓，庚辰升四川司郎中，辛巳升東昌知府。
4. ↑  《再生記略》
5. ↑  民國《洪洞縣志·卷十二·人物志上》：宋炳奎，溱曾孫，明崇禎丁丑進士。授戶部主事，歷遷本部員外郎、郎中，管西倉，出為山東東昌府知府，擢本省按察司副使濟寧道，因亂回籍。大清定鼎，起補山東按察司副使，兼布政司右參議督糧道，改陝西苑馬寺正卿，轉本省布政司參議。